# コークスクリュー・ブロー
コークスクリュー・ブローは拳を使った打撃が認められている競技において、腕に軸捻転を加えるパンチの技術。名前の由来はワインの栓を抜く道具のコルク抜きからである。主にボクシングやキックボクシングといった、立った状態で行う打撃系格闘技で用いられる。

## 概要
発案者は元世界ミドル級チャンピオンのキッド・マッコイ。猫がボールにじゃれているのを見て閃いたといわれているが、マッコイ自身は奇行の多い人間だったため真相は定かではない。
パンチが当る瞬間に肩、肘、手首を連動させて内側に捻り込むことで、相手に与えるダメージの増大を図る。同じ原理を持つ打撃技として、空手の正拳突きがある。習得すれば高い効果が望めるテクニックである反面、インファイトの細かい連打には向かないなどの欠点もある。
アメリカの文献によると、モハメド・アリ対ソニー・リストン第2戦で、リストンが一見不可解なダウンをしたところ、アリが「俺のコークスクリューが効いた」と言い放ったといわれる。アメリカの識者は「チョッピングライト」（打ち下ろしの右）と割り切っているようである。
日本人選手では山中慎介が「左ストレートには捻りを加えている」と明言している。ただし山中の弁によれば、元々はストレートを放つ際に外へ体が泳ぐ癖を矯正するために体得したという。

## フィクションにおけるコークスクリュー・ブロー
このパンチはいくつかのフィクション作品に登場している。
- 『あしたのジョー』では世界バンタム級チャンピオン、ホセ・メンドーサの必殺ブローとして登場。「コークスクリュー・パンチ」と呼称されている。実力的に伍するとされたベネズエラの強豪、カーロス・リベラの頭蓋骨を一撃で骨折させる程の破壊力を持つ。この作品におけるコークスクリュー・ブローは腕全体がドリル状に軸回転するという誇張的な描写がされているが、実際は大きくとも180度程度である。
- 漫画『リングにかけろ』では主人公の高嶺竜児の必殺ブローとして「ブーメランフック」、アメリカ代表のブラック・シャフトの必殺ブローとして「ブラックスクリュー」の名称で登場。続編の『リングにかけろ2』でも同様の技が登場する。
- 漫画『はじめの一歩』では日本フェザー級チャンピオン、伊達英二が得意とする。主人公の幕之内一歩をTKOに追い込んだパンチ「ハートブレイク・ショット」は、コークスクリュー・ブローで左胸（心臓）を狙い打つという変則ブローである。なお、伊達を引退に追い込んだ世界王者のリカルド・マルチネスもコークスクリュー・ブローで伊達の選手生命に留めを刺した。同作品に登場するボクサー、沢村竜平が得意とする高速リードブロー「弾丸（バレット）」もコークスクリュー・ブローと解説されている。
- ゲーム『ストリートファイターIII』などに登場するキャラクター、ダッドリーの必殺技としてコークスクリュー・ブローが登場する。現実のものとは異なり、腕がドリル状に軸回転する技である。
- 漫画『ろくでなしBLUES』では、浅草編にて、主人公の前田太尊がスクリューを編み出している。
- 漫画『日常 (漫画)』では登場人物がコークスクリューを使用する場面がある (2巻166ページ)。アニメ版でも長野原みおが第2話でコークスクリューを複数回使用し、姉の長野原よしのが倒されている。